# Menasinamane, Belur
Menasinamane là một làng thuộc tehsil Belur, huyện Hassan, bang Karnataka, Ấn Độ.